# Изабелла Макдафф (графиня Бьюкен)
Изабелла Макдафф, графиня Бьюкен (англ. Isabella MacDuff, Countess of Buchan; ок. 1270 — ок. 1314) — шотландская аристократка, значимая фигура в Первой войне Шотландии за независимость.

## Биография
Изабелла Макдафф была дочерью Доннхада III, графа Файфа (1270—1288), и Джоанны де Клер, дочери Гилберта де Клера, 6-го графа Хартфорда. Она вышла замуж за Джона Комина, графа Бьюкена (1260—1308). После того, как Роберт Брюс в феврале 1306 года убил в церкви Дамфриса своего главного противника Джона «Рыжего» Комина, лорда Баденоха, Джон Комин, граф Бьюкен, перешел на сторону английского короля в шотландских войнах за независимость. Его супруга Изабелла Макдафф приняла противоположное решение.
По традиции, на церемонии коронации монарха Шотландии принимал участие представитель клана Макдафф, но Изабелла прибыла в Сконе на следующий день после коронации Роберта Брюса в марте 1306 года. Тем не менее, Роберт Брюс согласился провести церемонии коронации во второй раз на следующий день, так как в противном случае некоторые шотландские лорды могли был посчитать церемонию коронации без участия члена клана Макдафф.
Роберт Брюс потерпел поражение от англичан в битве при Метвене в июне 1306 года, поэтому он отправил своего родственников и Изабеллу Макдафф на север королевства (замок Килдрамми), но они были предательски выданы англичанам Уильямом II, графом Росса. Английский король Эдуард I отправил её в Берик-апон-Туид, приказав поместить её в железную клетку на башне в замке.
В течение четырёх лет Изабелла Макдафф провела в заключении в этой клетке, затем её в июне 1310 года переместили в кармелитский монастырь в Берике. Последний раз Изабелла упоминается в 1313 году, а её дальнейшая судьба достоверно не установлена. Большинство родственников Роберта Брюса вернулась в Шотландию в начале 1315 года, когда они были обменены на английских пленных, захваченных в битве при Бэннокбёрне в 1314 году. Но среди освобожденных пленников не упоминается Изабелла Макдафф, которая, вероятно, к тому времени умерла.